# Bistum Seeland
Das Bistum Seeland (dän. Sjællands Stift) war von 1537 bis 1922 ein Bistum der dänischen Volkskirche. Sitz des Bistums war Kopenhagen.
Etwa 1620 wechselte die Propstei der Färöer vom Bistum Bergen zum Bistum Seeland, 1720 wechselte sie in die Zuständigkeit des Bistums Island. 1755 kehrte die Propstei zurück zum Bistum Seeland, das 1922 in die Bistümer Kopenhagen und Roskilde aufgeteilt wurde.

## Stiftamtmänner
- 1660 – 1661: Ove Skade
- 1662 – 1682: Johan Christopher Körbitz
- 1682 – 1717: Otto Krabbe
- 1717 – 1721: Frederik Christian von Adeler
- 1721 – 1729: Rudolph von Gersdorff
- 1729 – 1730: Christian von Holstein
- 1730 – 1735: Johan Ludvig von Holstein
- 1735 – 1748: Niels Gersdorff
- 1749 – 1750: Conrad Ditlev Reventlow
- 1750 – 1750: Adolph Andreas von der Lühe
- 1750 – 1764: Holger Skeel
- 1764 – 1776: Eggert Christopher Knuth
- 1776 – 1787: Henrik Adam Brockenhuus
- 1787 – 1790: Gregers Kristian von Haxthausen
- 1790 – 1802: Johan Heinrich Knuth
- 1802 – 1810: Frederik von Hauch
- 1810 – 1816: Werner Jasper Andreas von Moltke
- 1816 – 1821: Christopher Schøller Bülow
- 1821 – 1831: Frederik von Lowzow
- 1831 – 1850: Julius Knuth
- 1850 – 1859: Peter Tetens
- 1859 – 1872: Carl Simony
- 1873 – 1889: Johan Christian Bille-Brahe
- 1889 – 1909: Christian Bache
- 1909 – 1911: Frederik de Jonquières
- 1911 – 1915: Anders Dybdal
- 1915 – 1922: Emil Ammentorp (anschließend Stiftamtmann der Bistümer Kopenhagen und Roskilde)

## Endnoten
1. ↑  Vgl. Karl Müller: Kirchengeschichte; Band 2, S. 773.
2. ↑  Vgl. Karl Merten: Färöische Religionsgeschichte. Von den Anfängen bis zur Gegenwart, Berlin 2017, S. 294–297.